# فلوریان فولاند
فلوریان فولاند (انگلیسی: Florian Fulland؛ زادهٔ ۱۵ سپتامبر ۱۹۸۴) بازیکن فوتبال است.
از باشگاه‌هایی که در آن بازی کرده‌است می‌توان به باشگاه فوتبال پادربورن اشاره کرد.